# Moropsyche spinifera
Moropsyche spinifera är en nattsländeart som beskrevs av Nishimoto 1989. Moropsyche spinifera ingår i släktet Moropsyche och familjen Apataniidae. Inga underarter finns listade i Catalogue of Life.